# Mitchellville, Arkansas
Mitchellville là một thành phố thuộc quận Desha, tiểu bang Arkansas, Hoa Kỳ. Năm 2010, dân số của thành phố này là 360 người.

## Dân số
- Dân số năm 2000: 497 người.
- Dân số năm 2010: 360 người.